# Modular Recordings
Modular Records je australské hudební vydavatelství. Bylo založeno hudebním promotérem původem ze Sydney Stevem Pavlovicem, jako podnik se společnou majetkovou účastí s EMI, v současné době je distribuováno (a z půlky vlastněno) společností Universal Music v Austrálii. Modular vydává nahrávky lokálních umělců jako jsou Eskimo Joe, Ben Lee, The Avalanches, Wolfmother, Cut Copy, The Bumblebeez, Van She, Rocket Science, Ghostwood, The Presets, Pond a Tame Impala. Zároveň vydává nahrávky mezinárodních umělců jako jsou Dom, Yeah Yeah Yeahs, Chromeo, Colder, Klaxons (The EP Xan Valleys), Ladyhawke, New Young Pony Club, MSTRKRFT a Softlightes.

## Historie
Společnost byla založena v roce 1998 syndeyským koncertním promotérem Stevem Pavlovicem. Mezi první významnější nahrávky byly na konci roku 1998 eponymní debutové album skupiny The Living End a deska Breating Tornados zpěváka Bena Leeho. Obě alba takzvaně „zařvaly po úspěchu“; album skupiny The Living End se stalo (toho času) druhým nejprodávanějším debutovým rockovým albem v historii australské hudby, album Breathing Tornados bylo nominováno na ceny ARIA Award v kategorii „Albem roku“. Dalším albem, které Modular vydal bylo Since I Left You (2000) kapely The Avalanches. Toto album taktéž zaznamenalo obrovský úspěch a získalo kapele hned devět nominací na ceny ARIA Awards.
V roce 2004 stoupal úspěch společnosti současně s rostoucím podílem na trhu a úspěchem nových umělců, což získalo Modular Recordings význačnost na australské hudební scéně. V tomtéž roce zřídila společnost svou kancelář v New Yorku, kterou v roce 2005 následovala kancelář v Londýně. Další kancelář byla zřízena v roce 2007 v Los Angeles, společně s podpisem nových talentovaných umělců (Ghostwood, Plug-In City a The Whitest Boy Alive).

## Významní interpreti
- Architecture In Helsinki
- The Avalanches
- Azari & III
- Bag Raiders
- Beni
- Canyons
- Ceo
- Club Mod
- Cut Copy
- Grace Woodroofe
- Jonathan Boulet
- Kim
- Kindness
- Ladyhawke
- Movement
- Pond
- The Presets
- The Rapture
- Robyn
- Sneaky Sound System
- Tame Impala
- The Tough Alliance
- Van She
- Wolfmother
- Young Dreams

## Vybraná diskografie
- Modular Presents: Leave Them All Behind (2005)
- Modular Presents: Leave Them All Behind 2 (2007)
- Modular Presents: Leave Them All Behind 3 (2009)